# Sanzar
Il Sanzar (in uzbeko Сангзор, Sangzor; in russo Санза́р), noto anche come Guralash (Гурала́ш) nel suo corso superiore e Kly (Клы) in quello inferiore, è un fiume dell'Uzbekistan (regione di Jizzakh).
Nasce, con il nome di Guralash, dal versante settentrionale delle montagne occidentali della catena del Turkestan. Le sue sorgenti si trovano nel parco nazionale di Zaamin. Scorre inizialmente in direzione ovest attraverso le montagne. Raggiunta la città di Gallaorol svolta prima a nord e poco dopo a est. Attraversa la città di Jizzakh e raggiunge le pianure della steppa della Fame, dove le sue acque vengono dirottate in innumerevoli canali di irrigazione. Il fiume vero e proprio si getta infine nel lago Tuzkan, o Aydar, circa 40 km a nord-ovest di Jizzakh.

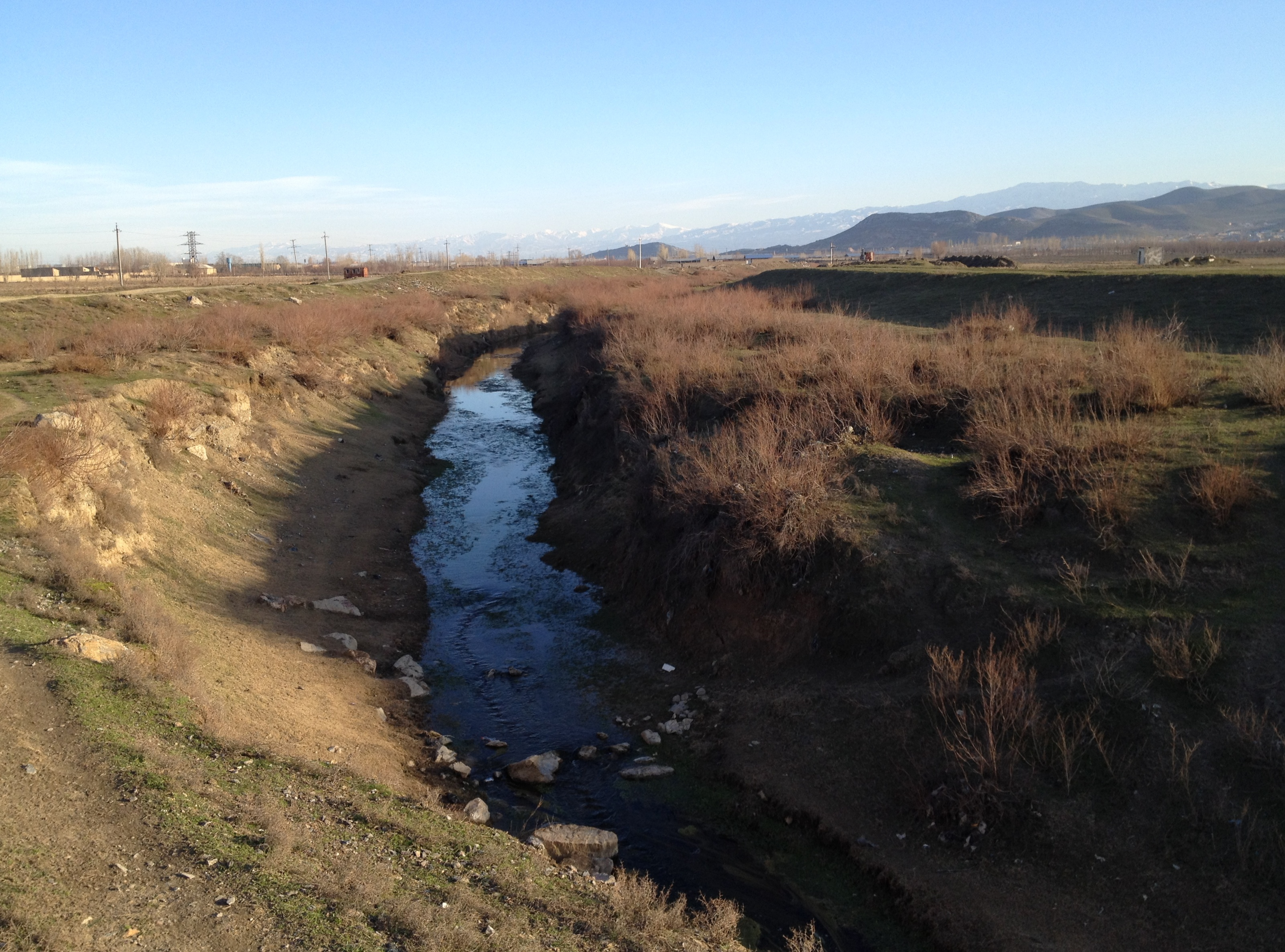
Il Kly a valle di Jizzakh.

Il Sanzar ha una lunghezza di 198 km. Il suo bacino idrografico (esclusi i canali di irrigazione che si dipartono da esso) copre una superficie di 2530 km². Il fiume è alimentato principalmente dalla fusione delle nevi. Il fiume è regolarmente in piena tra la fine di marzo e l'inizio di luglio. La portata media 158 km a monte dalla foce è di 2,12 m³/s. A monte della rete di canali di irrigazione è di appena 4 m³/s. L'acqua del Sanzar viene in gran parte prelevata per scopi di irrigazione.